# Кортина (хоккейный клуб)
«Кортина» (итал. Sportivi Ghiaccio Cortina) — итальянский хоккейный клуб из города Кортина-д’Ампеццо. Основан в 1924 году. Выступает в Альпийской хоккейной лиге. Домашние матчи проводит в ледовом дворце Олимпийский.

## История
Команда была основана в 1924 году. В 1932 году «Кортина» завоевала свой первый титул. В послевоенное время команда выступала успешнее, в период с 1957 по 1975 год команда завоевала 14 золотых медалей. В 1971 году команда добралась до полуфинала кубка Европы по хоккею с шайбой. Из-за неисправностей с освещением арены команда с 1998 по 2002 год выступал в Милане, а в 2003 году — не выступала. В сезоне 2003/04 вернулась в Серию А. В сезоне 2006/07 после 32-летнего перерыва «Кортина» вновь завоевала скудетто и стала чемпионом Италии. В 2017 году команда стала выступать в международной Альпийской хоккейной лиге.

## Достижения
- Серия А
  - Чемпион (16)   : 1932, 1957, 1959, 1961, 1962, 1964, 1965, 1966, 1967, 1968, 1970, 1971, 1972, 1974, 1975, 2007
- Кубок Италии по хоккею
  - Обладатели (3)  : 1973, 1974, 2012
- Альпийский кубок
  - Обладатели (2)  : 1961, 1970